# Franciszek Popiołek

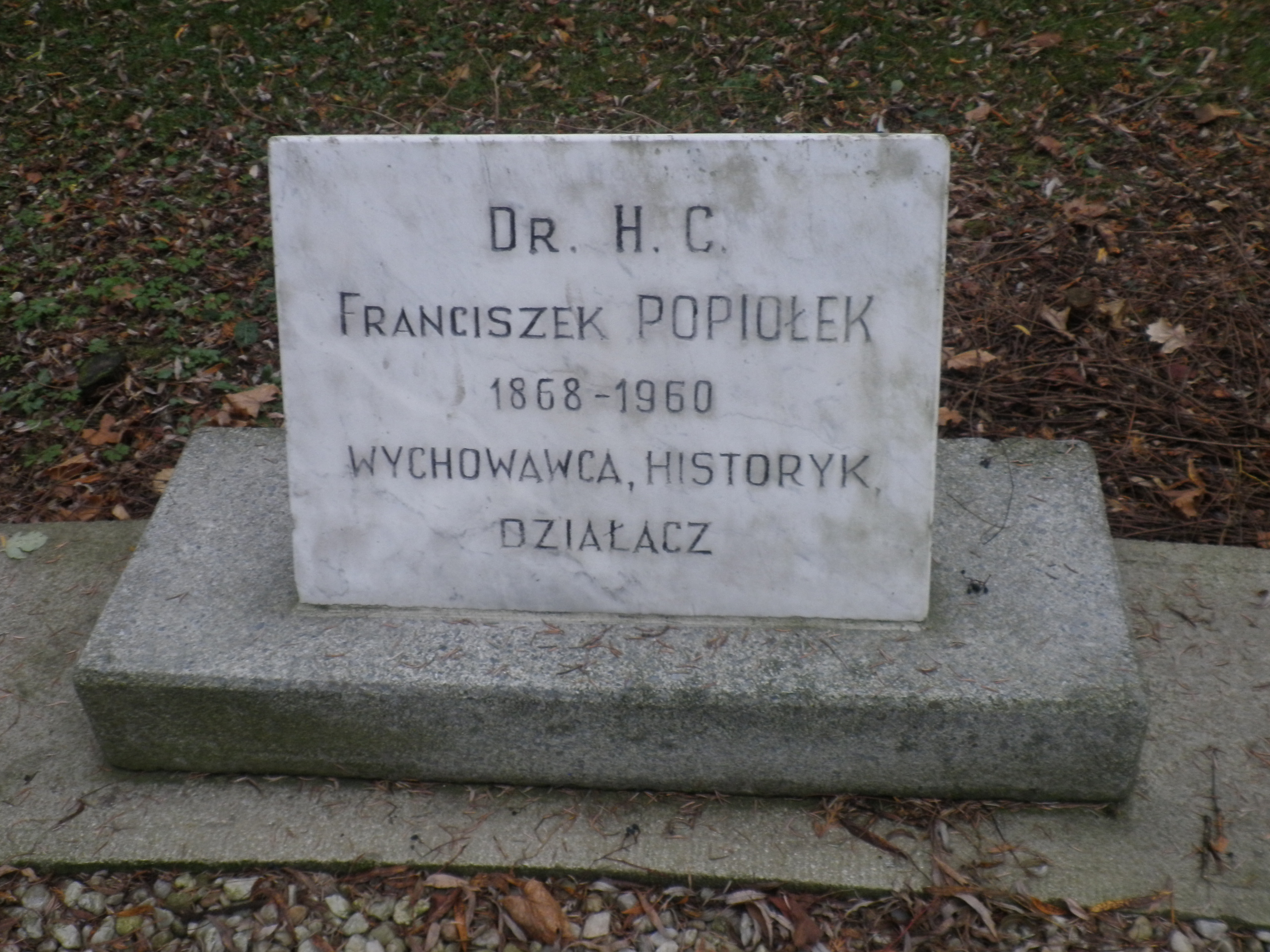
Hrob F. Popiołka v Polském Těšíně

Franciszek Popiołek (1. dubna 1868 Czułów – 23. října 1960 Krakov) byl polský pedagog a historik spjatý s územím Těšínska. Jeho synem byl Kazimierz Popiołek.

## Publikační činnost (výběr)
- Dzieje Śląska Austriackiego, Těšín, 1913;
- Dzieje Cieszyna, Těšín, 1916;
- Historia osadnictwa w Beskidzie Śląskim, Katowice, 1939;
- Szkice z dziejów Cieszyna, Katowice, 1957.